# Handia (India)
Handia è una suddivisione dell'India, classificata come nagar panchayat, di 16.412 abitanti, situata nel distretto di Allahabad, nello stato federato dell'Uttar Pradesh. In base al numero di abitanti la città rientra nella classe IV (da 10.000 a 19.999 persone).

## Geografia fisica
La città è situata a 25° 22' 60 N e 82° 10' 60 E e ha un'altitudine di 91 m s.l.m..

## Società

### Evoluzione demografica
Al censimento del 2001 la popolazione di Handia assommava a 16.412 persone, delle quali 8.768 maschi e 7.644 femmine. I bambini di età inferiore o uguale ai sei anni assommavano a 3.021, dei quali 1.613 maschi e 1.408 femmine. Infine, coloro che erano in grado di saper almeno leggere e scrivere erano 8.511, dei quali 5.515 maschi e 2.996 femmine.